# Handel

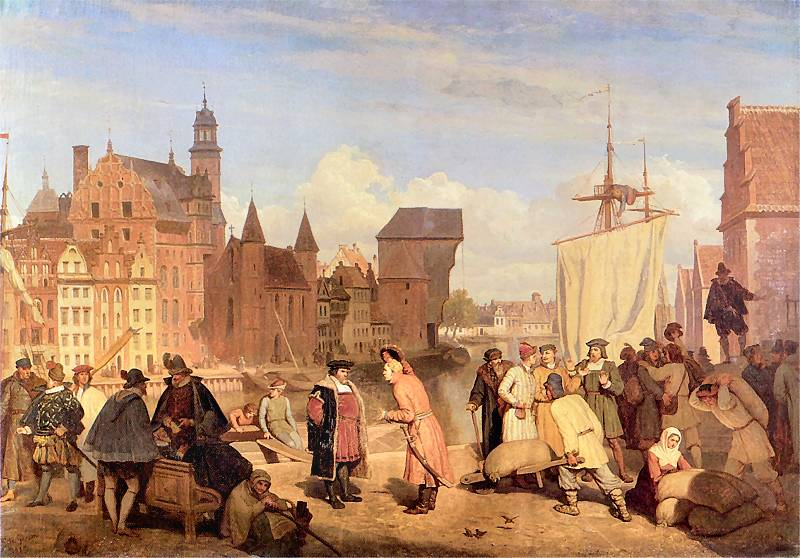
Handel in Danzig (17. Jahrhundert)

Als Handel wird die wirtschaftliche Tätigkeit des Austauschs von materiellen oder immateriellen Gütern (Handelsobjekten) zwischen Wirtschaftssubjekten von der Produktion bis zum Konsum oder einer anderweitigen Güterverwendung bezeichnet. Als natürliche Erweiterung der Arbeitsteilung, die sich zu Berufen entwickelte, ist der Handel für alle Kulturen der Welt nachweisbar und ein essentieller Bestandteil der menschlichen Gemeinschaft und Entwicklung.

## Allgemeines

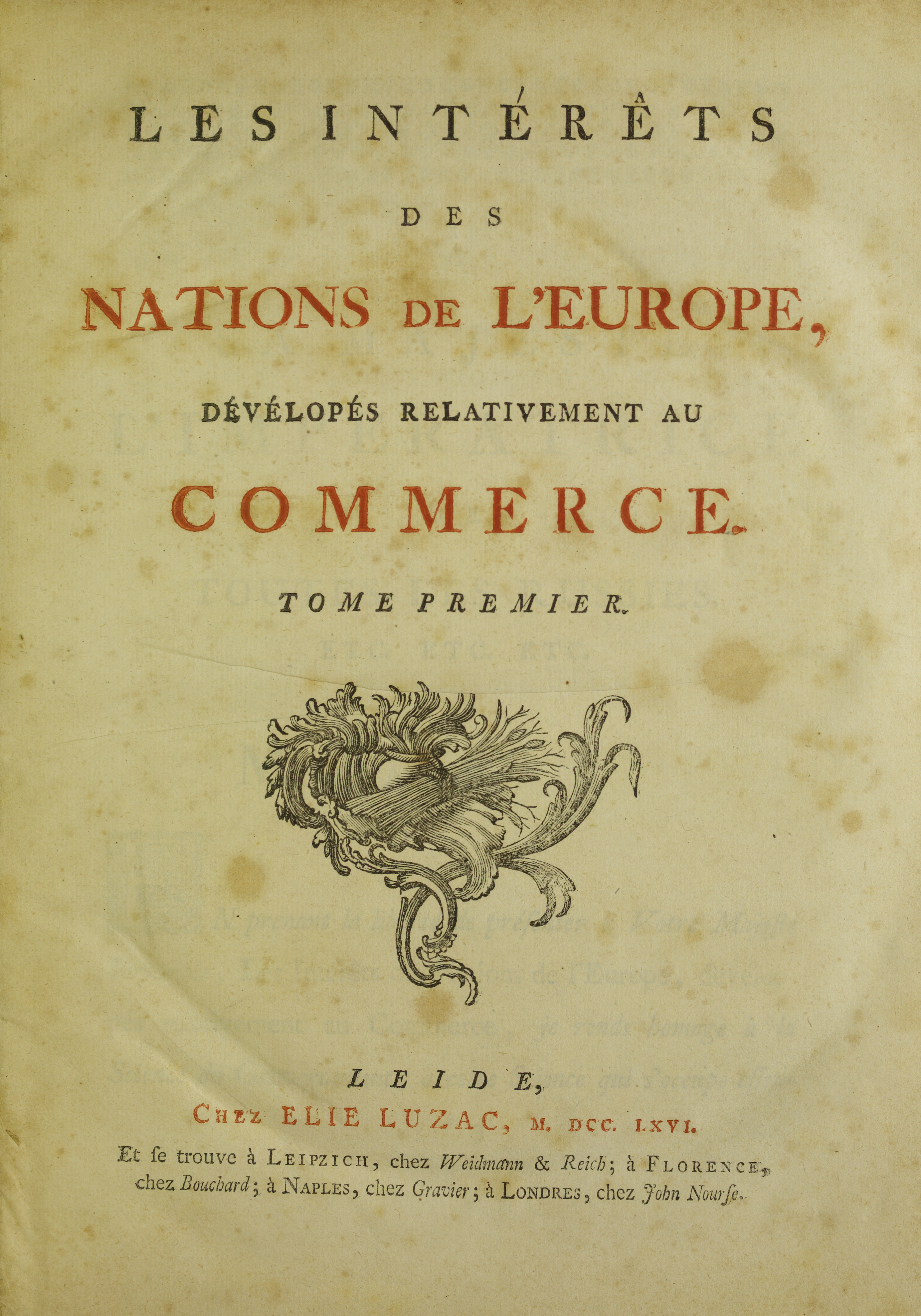
Intérêts des nations de l'Europe, dévélopés relativement au commerce, 1766

Materielle Güter sind insbesondere Waren und Commodities, immaterielle Güter sind Dienstleistungen (Handelsvertreter), Forderungen (Kredithandel), Finanzprodukte (Devisenhandel) oder Konzessionen, Lizenzen, Patente, Warenzeichen, Markenzeichen, gewerbliche Schutzrechte, Firmenwerte und Urheberrechte. Der Groß- oder Einzelhandel mit materiellen Gütern ist typischerweise sehr vorratsintensiv, sodass hiermit hohe Lagerrisiken und Kapitalbindung verbunden sind. Als am Handel teilnehmende Wirtschaftssubjekte kommen Unternehmen, Privathaushalte oder der Staat mit seinen Untergliederungen in Frage.
Handel ist in dieser Form der Austausch von Gütern und Dienstleistungen ohne deren Be- oder Verarbeitung zwischen Wirtschaftssubjekten. Handel oder speziell der Warenhandel umfasst den Ankauf von Waren von verschiedenen Herstellern bzw. Lieferanten, die Beförderung, Bevorratung und Zusammenführung der Waren zu einem Sortiment sowie ihren Verkauf an gewerbliche Abnehmer (Großhandel) oder an nicht-gewerbliche Abnehmer (Einzelhandel), ohne dass die Waren wesentlich verändert oder verarbeitet werden. Die Handeltreibenden (Handelsunternehmen) werden in der Regel in der Absicht der Gewinnerzielung tätig. Die marktwirtschaftliche Leistung des gesamten Handels wie jedes einzelnen Handelsbetriebs liegt in der permanenten Gestaltung und Organisation von vier Märkten, das sind der Absatzmarkt, der Beschaffungsmarkt, der Konkurrenzmarkt und der interne Markt. Die Tätigkeit der Handelsbetriebe stellt eine produktive Dienstleistung sui generis dar. Im Unterschied zu Produktionsbetrieben werden im Handel – abgesehen von gewissen branchenüblichen Veredelungen – keine neuen materiellen Güter hergestellt; von reinen Dienstleistungsbetrieben unterscheiden sich die Handelsbetriebe durch das Warengeschäft und die damit einhergehende Lagerhaltung.
Häufig tritt der Handel in Verbindung mit produzierenden Tätigkeiten (z. B. Handwerkshandel) oder Dienstleistungen (z. B. Wertpapierhandel) auf. Neben dem Warenhandel können handelsähnliche Geschäfte auch mit anderen Gütern wie Kapital, Dienstleistungen oder Wissen betrieben werden. Gehandelt werden meist knappe Güter. Diese Knappheit ist u. a. darin begründet, dass ein natürlicher Rohstoff nur in manchen Gegenden vorkommt, dass Produktion und Konsum zeitlich oder mengenmäßig auseinanderfallen oder dass bestimmte Waren nur von vielen Menschen in einem arbeitsteiligen Geflecht hergestellt werden. Mit zunehmender Globalisierung und Differenzierung der Gesellschaft wächst die Notwendigkeit, dass die „Beschaffungs- und Absatzspezialisten“ des Handels märkteorganisierend tätig werden.
Der Handel ist Erkenntnisobjekt der speziellen Betriebslehre der Handelsbetriebslehre.

## Arten

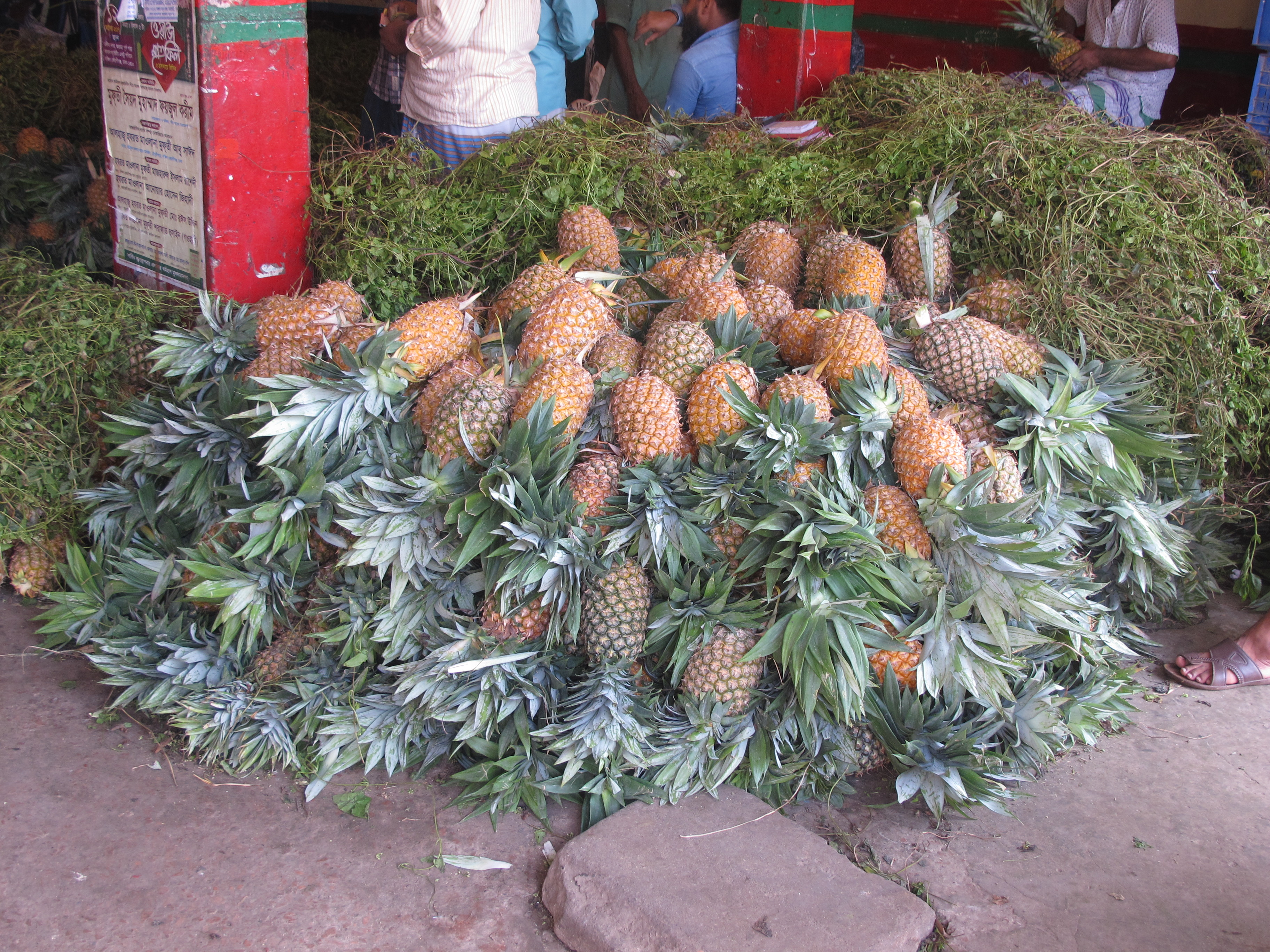
Obsthandel auf einem lokalen Markt in Dhaka, Bangladesch

Man unterscheidet allgemein zwischen Präsenzhandel, Versandhandel, Fernabsatz und Online-Handel. Während sich beim Präsenzhandel (etwa der Supermarkt) Kunde und Händler unmittelbar gegenüberstehen und Waren und Zahlung direkt miteinander austauschen, benötigen die anderen Handelsarten noch Vermittlungsinstitutionen wie Spediteure (für die Warensendung) oder Kreditinstitute (für die Bezahlung). Hierdurch entstehen für beide Vertragspartner Erfüllungsrisiken, die durch bestimmte Maßnahmen vermindert oder ganz ausgeschaltet werden können (siehe Settlement).
Rechtlich gesehen werden unter Handelspartnern Verträge geschlossen. Zwischen den am Handel beteiligten Partnern besteht eine Handelsbeziehung. Es kann zwischen Binnenhandel (lokaler, regionaler, nationaler Handel) und Außenhandel (Fernhandel) unterschieden werden. Der Ländergrenzen überschreitende Handel zwischen Handelspartnern in der Europäischen Union zählt zum EU-Binnenhandel.

## Handelsfunktionen
Als Bindeglied zwischen Produktion und Verwendung erfüllt der Handel nach Karl Oberparleiter (1955) folgende Funktionen:
- Überbrückung des Raumes durch Transport,[4]
- Zeitüberbrückung durch Lagerung,[5]
- Quantitätsfunktion etwa durch Bestellungszusammenfassung,[6]
- Produktqualität durch Sortimentierung,[7]
- finanzielle Überbrückung durch Warenkredit[8] und
- Werbung[9].

Damit übernimmt der Handel die Überbrückung räumlicher, zeitlicher, mengenmäßiger und qualitativer Spannungen zwischen Produktion und Konsum.

## Begriffsgeschichte
Bei der Definition von Handel ist es nach Rudolf Seyffert unerheblich, ob diese Funktion von selbständigen Institutionen (Handelsunternehmen, Handelsbetrieben, Handlungen) oder von angegliederten Institutionen (Produzentenhandel, Handwerkshandel, landwirtschaftlicher Handel, Konsumentenhandel, staatlicher Handel) erfüllt wird.
Während in frühen primitiven Gesellschaften dieser Güteraustausch als Tausch von Ware gegen Ware (Tauschhandel, Naturaltausch) stattfand, kennen die entwickelten modernen Geldwirtschaften praktisch nur noch den Handel in der Form des Ankaufs und Verkaufs von Ware gegen Geld (Handelsgeschäft). Der Begriff „Handel“ (auch „Kramhandel“) taucht zwar schon im 15. Jahrhundert auf, tritt jedoch bis zum Ende des 18. Jahrhunderts – und somit in der Entstehungs- und ersten Blütezeit des städtischen Handels und des Fernhandels – hinter andere Begriffe wie Kaufmannschaft, Handlung, Commercien oder Kommerz zurück.
Erst zu Beginn des 19. Jahrhunderts wird Handel in dem heute auch von der Handelsbetriebslehre verwendeten engeren Sinn verstanden als der gewerbsmäßige Ankauf von materiellen Gütern (Handelsware) und deren Verkauf ohne wesentliche Be- oder Verarbeitung (Warenhandel). „Warenhandel ist Warenumsatz, Warenverkehr, Warenumschlag. Diese Umsatzleistung ist die den Handel bestimmende Grundfunktion.“ (Rudolf Seyffert) Handelsunternehmen sind diejenigen Institutionen, die diese Grundfunktion (und weitere Handelsfunktionen) a) gewerbsmäßig, b) ausschließlich oder überwiegend, c) im eigenen Namen sowie d) auf eigene Rechnung und eigenes Risiko ausüben. Sie sind damit die Spezialisten der Beschaffungs- und der Absatzwirtschaft.
Die genannten Definitionen lassen jedoch die spezifische Bedeutung des Handels für die Marktwirtschaft noch nicht erkennen. Diese wird in folgender Umschreibung deutlicher: „Handel ist permanente und simultane Organisation von Absatzmärkten für verschiedene Anbieter von Waren und von Beschaffungsmärkten für verschiedene Nachfrager nach Waren und Diensten.“ Damit leistet der Handel etwas Konstitutives für die Marktwirtschaft, das kein anderer gewerblicher Sektor leistet:  Handel generiert Märkte, und zwar keine abstrakt-gedanklichen, sondern konkrete Orte des Waren- und Diensteaustauschs. Das gilt für den stationären Handel wie für den Versandhandel und den Online-Handel mit ihren zeit- und ortsungebundenen Absatz- und Beschaffungsgelegenheiten.
Außer den im engeren Sinn Handel treibenden Institutionen sind handelsähnliche Institutionen am Güteraustausch beteiligt, z. B. Handelshilfsgewerbe, Handelsvertretungen, Kommissionsagenturen und Kommissionäre.

## Vorgeschichte
Die Verbreitung von Produkten sagt nichts über die Art und Weise ihres Transports aus. In der Betrachtung der Ur- und Frühgeschichte wird Handel daher mangels ausreichender Befundlage gleichgesetzt mit dem Ferntransport von Gütern, meist Rohstoffen, welche am Fundort natürlicherweise nicht vorkommen und (nach langer Zeit) durch Archäologen noch identifizierbar sind, wie Feuerstein oder Muschelschalen und Schneckenhäuser (siehe auch Kaurigeld). Dieser Definition entsprechend betrieb der Homo sapiens Handel schon sehr lange. Im Gegensatz dazu fehlt für Neandertaler jeder Nachweis des Gebrauchs von Gegenständen aus einer Entfernung von über 50 Kilometern. Daher kann angenommen werden, dass dem Neandertaler die Befähigung zum Handel fehlte. Es wird vermutet, dass sich dieser Unterschied für Neandertaler eher nachteilig auswirkte; dies unterstreicht die Bedeutung des Handels für den modernen Menschen.
Einen deutlichen Beleg des bereits entwickelten Handels aus der Jungsteinzeit stellen Feuersteinstraßen dar.
Eines der ersten Schriftstücke der Menschheit – der mesopotamische Codex Hammurapi aus dem 18. Jahrhundert v. Chr. – behandelt vorzugsweise Eigentum und Handel, etwa ein Drittel der Textstellen enthält Regeln zum Handel und zur Behandlung von Sklaven, einem kostbaren Handelsgut. Bereits in der Eisenzeit zeigt sich entlang der Mittelmeerküste ein positiver statistischer Zusammenhang zwischen der Erreichbarkeit eines Ortes für Seehandel und der Präsenz archäologischer Funde. Dies legt nahe, dass bereits zu diesem Zeitpunkt das Handelspotential eines Ortes ein wichtiger Faktor für die Existenz menschlicher Siedlungen war. Der griechische Historiker Herodot beschrieb im 5. Jahrhundert v. Chr. als erster eine Handelsform der Karthager in Westafrika, die später als stummer Handel bekannt und in vielen Regionen der Welt beschrieben wurde. Beim stummen Handel deponieren beide Handelspartner ihre Waren an einer Stelle und tauschen diese aus, ohne sich gegenseitig zu sehen und zu hören. Unklar ist, inwieweit diese mutmaßlich sehr frühe Handelsform als historisch oder durchweg legendär verstanden werden soll.

## Geschichte und gesellschaftliche Bedeutung des Handels
Den Warenverkehr zwischen dem Hersteller und den Verwendern seiner Produkte bewerkstelligt seit Alters her der Handel. Händler beschafften und lieferten die Produkte, in kultureller Frühzeit zunächst als Fernhändler. Sofern sie als Überbringer der Wirtschaftsgüter (Rohstoffe, Betriebsmittel, Investitions- und Konsumgüter) den Warentransport nicht in eigener Regie betrieben, organisierten sie jedoch den Warenverkehr. Mit den Hochkulturen und Staaten verdichteten sich die Fernhandelsbeziehungen. Erst im Mittelalter bildete sich ein regionaler und lokaler Handel heraus, der dank seiner ständischen Struktur und des jahrhundertelang in Kaufmannsfamilien tradierten Wissens auch an der Ausdehnung der Marktplätze und Städte beteiligt war. Das Auf und Ab der Reiche führte zu Schwankungen der regionalen und überregionalen Verflechtung. So bestanden über Jahrhunderte vergleichsweise intensive Handelsbeziehungen zu Wasser zwischen der bereits hoch differenzierten edelsteinreichen Induskultur (2600–1900 v. Chr.) und der sumerischen Kultur; mit dem Zerfall der Induskultur brachen sowohl ihr Binnenhandel als auch der Außenhandel ein. Im damals peripheren Europa ist für die Bronzezeit bereits ein Tauschhandel nachgewiesen. Beispiel für einen frühgeschichtlichen Handelsweg ist die Bernsteinstraße.
In der Antike bildeten sich neue Reiche und Imperien (so das minoische Kreta, die Handelsniederlassungen der Phönizier und Karthager sowie der verschiedenen griechischen Stadtstaaten und schließlich das Römische Reich im Westen, Han-China im fernen Osten), entlang der eurasischen Achse intensivierte sich der Fernhandel. Beispielsweise wurde in Rom chinesische Seide getragen, ein Beleg für den Austausch über die Seidenstraße. Mit der eurasischen Völkerwanderung brachen diese Pfeiler des Fernhandels ganz oder zeitweise zusammen, im Römischen Reich kam es mit dem Zerfall der Zentralgewalt auch zu einer internen Entdifferenzierung und dem Zusammenbruch zahlreicher Städte.
Im eurasischen Hochmittelalter stabilisierten sich die Reiche bzw. bildeten sich neue Imperien (z. B. die riesigen, aber kurzlebigen Mongolenreiche). Der eurasische Fernhandel nahm wieder zu, wurde wiederum intensiver und systematischer als in der vorhergegangenen Phase. Europa beschleunigte das Entwicklungstempo und entwickelte sich allmählich von einer peripheren Region zu einem Zentrum. Der europäische Seehandel im Übergang vom Mittelalter zur Neuzeit wurde wesentlich von Stadtrepubliken (z. B. Venedig, Genua, flämische und niederländische Städte sowie Hansestädte) beherrscht. Damals operierten erstmals „Fernkaufleute“, nach dem Soziologen Ferdinand Tönnies überhaupt als diejenige Berufsgruppe anzusehen, die in die traditionellen „Gemeinschaften“ das rechenhafte Zweckdenken bringen und sie damit global „vergesellschaften“. Besondere Bedeutung erlangten hierbei die Kaufmannsgilden (Zusammenschlüsse von Kaufleuten) wie z. B. die Hanse. Die Suche nach neuen Seewegen nach Indien und China (siehe Indienhandel) war eine wesentliche Motivation für die Entdeckungsreisen am Ende des Mittelalters bzw. am Anfang der Neuzeit. So war Christoph Kolumbus davon überzeugt, Indien erreicht zu haben, was auch das eigentliche Ziel seiner Reise gewesen war.
Mit dem Aufblühen der auf Autarkie bedachten mittelalterlichen Städte mit eigenem Münzwesen und von Zünften und Gilden getragenen eigenen Marktordnungen bildet sich ein glanzvoller städtischer Einzelhandel heraus, getragen von so erfolgreichen Kaufmannsdynastien wie denen der Fugger, Welser, Paumgartner und Tucher in Augsburg oder Nürnberg. Erst mit Beginn der Industrialisierung kommt es zu einer institutionellen Spezialisierung und Aufteilung in Groß- und Einzelhandel.
Von der Institutionengeschichte des Handels, der Geschichte seiner Institutionen, Tätigkeiten und Erscheinungsformen, ist die Ideengeschichte des Handels zu unterscheiden. Sie wird traditionell wenig treffend auch „Dogmengeschichte“ genannt, da es sich bei den neu aufkommenden Ideen im Handel nicht um dogmatische Lehrsätze, sondern um neues praktikables Kaufmannswissen und neue kaufmännische Techniken handelt – ein weites Feld von der Entwicklung des Münz- und Messwesens oder den Anfängen der doppelten Buchführung bis hin zur Einführung moderner Technologien im Handel wie webbasierte globale Geschäftskontakte oder die RFID-Technologie. Die vom 16. bis zum Ende des 18. Jahrhunderts währende Epoche der „Handlungswissenschaft“ brachte eine Fülle von Lehrwerken hervor, durchaus systematisch im Aufbau. Mit dem späteren und heutigen Verständnis von Handelswissenschaft hatten sie als Sammlungen von Rezepten und Moralanweisungen für den Kaufmann jedoch wenig gemein und stellten eher „Bücher zur Belehrung des Kaufmanns, Bücher für die Praxis“ dar (Eduard Weber).
Die gesellschaftliche Bedeutung des Handels ist äußerst vielgestaltig und unterliegt im Verlaufe der Jahrhunderte unterschiedlichen Beurteilungen. Einerseits und durchaus überwiegend erfährt die Bedeutung des Handels für die Gesellschaft positive Bewertungen. Sie reichen etwa von der frühen Pflege des (kaufmännischen) Bildungswesens – bis zur Erfindung des Buchdrucks waren im Wesentlichen nur der Klerus, Teile des Adels und Kaufleute des Lesens, Schreibens und Rechnens kundig –, über die Mehrung des allgemeinen Wohlstands sowie die Normierung von Rechtsregeln für den Geschäftsverkehr und das Zahlungswesen bis hin zur neuzeitlichen „Demokratisierung des Konsums“. Besonders der stationäre Einzelhandel prägt mit seinem vielfältigen Warenangebot und immer neuen „Events“ als „Erlebnisbühne“ (Karl Kaufmann) nicht nur den Konsumstil, sondern auch weitgehend das gesellschaftliche Leben, sei es in der Symbiose von Klein- und Mittelbetrieben mit Warenhäusern in den Innenstädten, sei es durch Eleganz und Luxus in Shopping Malls oder durch günstige Versorgung in außerstädtischen Shopping Centern. Im langjährigen Slogan eines Warenhauskonzerns „Die Welt bei uns zu Gast“ spiegelt sich die „kulturelle Funktion des Handels“ (Karl Oberparleiter): Verschaffung des unmittelbaren Zugangs zu Konsumgütern aus allen Kulturen für jedermann. – Andererseits kennzeichnet die gesellschaftliche Beurteilung des Handels als Negativum eine anhaltende „Tradition der Vorurteile“ (Hans-Otto Schenk). Abwertende Urteile über den Handel bzw. die Handelskaufleute sind schon in der Antike und in der mittelalterlichen Lehre der Kirchenväter (Patristik) verbreitet, die sich vor allem auf die „wucherische“ Geldvermehrung und Schuldverzinsungen der Kaufleute bezogen. Im 20. Jahrhundert sorgten vor allem die marxistisch-leninistische Fehlinterpretation einer vermeintlichen Unproduktivität des Handels und der Nationalsozialismus mit seiner verächtlichen Ideologie gegenüber dem „jüdischen Großkapital“ der Warenhäuser für eine handelsfeindliche Stimmung. Selbst die DDR-Ökonomik des Binnenhandels ließ in ihrem Verbot freier Preiskalkulation, in der Abschaffung des privaten Großhandels und in Behinderungen des privaten Einzelhandels Geringschätzung des Handels für die Gesellschaft erkennen. Aber auch in der Gegenwart sind Vorurteile gegenüber „dem“ Handel virulent, sei es in Negativberichten über vermeintliche „Manipulationen“ der Kunden im Ladengeschäft, sei es in kommunalen Eingriffen in die Standort- und Sortimentswahl von Handelsbetrieben anhand von „Sortimentslisten“ oder sei es – sublimiert – in abschätziger Ausdrucksweise. „Am Ende […] bleibt zu vermuten, dass weitgehende oder gar vollständige Vorurteilslosigkeit gegenüber dem Handel eine Illusion bleiben muss, in der Theorie wie in der politischen und betrieblichen Alltagspraxis.“

## Handelssprachen
Fernhändler, die mit fremden Völkern Handel trieben, konnten sich nicht in ihrer Muttersprache mit den ausländischen Kaufleuten verständigen. Deshalb haben sich Sprachen herausgebildet, die zur gegenseitigen Verständigung anlässlich von Handelsbeziehungen verwendet wurden. Das waren einerseits Sprachen mit überregionaler Bedeutung wie Persisch oder Haussa, andererseits Behelfssprachen, die ausschließlich dem Handelsgebrauch dienten und über keine Muttersprachler verfügten (Pidginsprachen). Bekannte Handelssprachen waren etwa die Lingua franca (Sabir) und Russenorsk.

## Aspekte des modernen Handels
Der Handel ist eine der bestimmenden Größen für eine Volkswirtschaft. Das gilt gleichermaßen für den Binnenhandel, der innerhalb der nationalen Grenzen oder einer Staatengruppe wie z. B. der EU abläuft, wie für den grenzüberschreitenden Außenhandel und den durchlaufenden Transithandel. Werden Waren ins Ausland verkauft, so spricht man von Export, im umgekehrten Fall von Import.
Nach der ausschließlichen oder überwiegenden Kundengruppe lassen sich im Binnenhandel Großhandel (mit Großverbrauchern, Wiederverkäufern) und Einzelhandel (mit Endverbrauchern bzw. Konsumenten) unterscheiden, nach dem Grad der Selbständigkeit unabhängiger und vertraglich gebundener (vertikal oder horizontal kooperierender) Handel. In Abhängigkeit vom Standort der Handelstätigkeit ist der stationäre Handel vom ambulanten Handel und vom elektronischen Handel (bzw. E-Commerce) zu unterscheiden.
Übersteigt der Export eines Landes den Import, so spricht man von einem Außenhandelsüberschuss. Exporte haben den Vorteil, dass Geld ins Land „fließt“, aber den Nachteil, dass man stark vom wirtschaftlichen Wohlergehen der Länder abhängig ist, in die man exportiert. So kann eine Wirtschaftskrise in einem Land auf ein anderes Land „überschwappen“. Auch haben Importe aus sog. Billiglohnländern eine ambivalente Wirkung: Einerseits kann dadurch die inländische Versorgung verbilligt werden, andererseits können den konkurrierenden inländischen Produzenten entsprechende Marktanteile verloren gehen. Übersteigen die Importe eines Landes seine Exporte, so spricht man von einem Außenhandelsdefizit. Importe haben grundsätzlich den Vorteil, dass man so Waren erlangt, die im eigenen Land nicht vorhanden sind (z. B. Rohstoffe oder Früchte, die nicht im eigenen Land wachsen). Dies hat aber den Nachteil, dass man sich von anderen Ländern und deren Lieferungen abhängig macht. Dies wurde insbesondere in der Ölkrise deutlich, als die Organisation Erdöl exportierender Länder die Fördermengen von Erdöl drastisch reduzierte, was eine weltweite Energiekrise auslöste.
Für die Erklärung der Bedeutung und der Vorteile des Außenhandels lässt sich einerseits das Konzept der komparativen Kostenvorteile, z. B. aufgrund von Technologieunterschieden (Ricardo) oder Ressourcenausstattung (Heckscher-Ohlin-Theorem), heranziehen, andererseits die Theorie des unvollständigen Wettbewerbs sowie viele weitere Außenhandelstheorien.
Für die Erklärung der Bedeutung und der Vorteile des Binnenhandels wurden zahlreiche Konzepte entwickelt. Als die wichtigsten gelten (nach Schenk): das Arbeitsteilungskonzept, die Theorie der komparativen Kostenvorteile, die Theorie der komparativen Nutzenvorteile, das Schärsche Gesetz, die Theorie der Handelsfunktionen, die Theorie der Märkte- und Wettbewerbsgenerierung, die Transaktionstheorie, wirtschaftsgeometrische Konzepte und die Gate-keeper-Theorie.
Insgesamt zeichnet den modernen Handel ein rasanter Strukturwandel und eine Dynamik aus („Wandel im Handel“) wie kaum einen anderen Wirtschaftsbereich. Als augenfälliges Kennzeichen dieses Wandels hatte Robert Nieschlag das Aufkommen immer neuer Betriebsformen bzw. -typen vor allem des Einzelhandels als eine Quasi-Gesetzmäßigkeit mit „Dynamik im Handel“ beschrieben. In den letzten Jahrzehnten kennzeichnen die gesamtwirtschaftliche Handelsdynamik folgende Umbrüche:
- ökonomische Umbrüche (z. B. Kooperation und Konzentration, Rationalisierung, Betriebsvergleich und Betriebsberatung, Selbstbedienung, Betriebstypendifferenzierung, Emanzipation und eigenständiges Handelsmarketing)
- technologische Umbrüche (z. B. Technisierung und Computerisierung, Modernisierung, Electronic Commerce)
- organisatorische Umbrüche (z. B. betriebliche, zwischenbetriebliche und überbetriebliche Reorganisation)
- informatorische Umbrüche (z. B. EDV-gesteuerte Informationsbeschaffung und -verwertung, inner- und zwischenbetriebliche Nutzung von elektronischen Medien)
- soziale Umbrüche (z. B. soziales Engagement, Flexibilisierung, kooperativer Führungsstil)

## Ethische Aspekte
Wie bei allem menschlichen Handeln werden auch beim kaufmännischen Handel ethische Gesichtspunkte diskutiert. Sie prägen beispielsweise den so genannten Fairen Handel als ein Modell eines sozial und ökologisch verträglichen Handels, bei dem alle Handelsstufen von den Produzenten bis zu den Verbrauchern bewusst unter ethischen Gesichtspunkten („fair“ im Sinne von gerecht) betrachtet werden und bei dem – vor allem – den landwirtschaftlichen Erzeugern in Entwicklungsländern ein faires Entgelt gewährt werden soll. Diese Begriffswahl beinhaltet jedoch die Gefahr, dass der „normale“ Handel als nicht oder weniger fair betrachtet wird und dass die „Tradition der Vorurteile“ gegenüber dem Handel (Schenk) perpetuiert wird. Ohne Zweifel wendet das moderne Handelsmanagement geschickte Maßnahmen psychotaktisch und -strategisch abgesicherten Handelsmarketings an, um die Marktteilnehmer zu bestimmten (Verkaufs- oder Kauf-)Entscheidungen zu veranlassen. Grifflücken im SB-Regal, Platzierung preisgünstiger Artikel in der Bückzone, überdimensionierte Einkaufswagen, suggestive Hintergrundmusik und tausend andere Praktiken begegnen uns täglich. Derartige Verkaufs„tricks“ können jedoch nicht per se als ethisch bedenklich, gar als entmündigende Manipulation angesehen werden, jedenfalls solange nicht, wie die (Kauf-)Entscheidungen nicht auf Überrumpelung, sondern auf Überzeugung und freier willentlicher Entscheidung der Käufer beruhen.

## Spezialhandel
Der Begriff Spezialhandel wird in verschiedenen Bedeutungen verwendet. Im Außenhandel bezeichnet zum Beispiel das Statistische Bundesamt den grenzüberschreitenden Warenverkehr des Erhebungsgebietes mit dem Ausland als Spezialhandel. Ausland im Sinne der Außenhandelsstatistik ist das Gebiet außerhalb des Erhebungsgebietes. Das Erhebungsgebiet der Außenhandelsstatistik umfasst die Bundesrepublik Deutschland (ohne den Zollausschluss Büsingen). Im Binnenhandel werden diejenigen Betriebsformen bzw. Betriebstypen des Handels als Spezialhandel bezeichnet, die sich durch extreme Sortimentsspezialisierung (meist mit tendenziell schmalem und sehr tiefem Sortiment) von anderen Betriebsformen, auch vom Fachhandel, unterscheiden. Beispiele wären Großhandel mit Lebendfischen oder Großhandel mit Schiffsausrüstungsbedarf und Einzelhandel mit Wolle oder Einzelhandel mit Babybedarf.

## Globalisierung
Heute steht der Welthandel im Kontext der Globalisierung. Unter Federführung der Welthandelsorganisation (WTO) sollen internationale Zollschranken abgebaut und der freie Waren- (GATT) und Dienstleistungsverkehr (GATS) gefördert werden. Diese Politik des Freihandels ist umstritten; Globalisierungskritiker sehen darin eine Zementierung der Benachteiligung der Länder in der so genannten unterentwickelten Dritten Welt und auch eine Beeinträchtigung der hoheitlichen Verwaltung der Staaten („Souveränitätsverlust“).
Allerdings hat neben der Theorie (s. o.) auch die Empirie belegt, dass internationaler Warenaustausch zu Wohlstand führt. So ist seit den 1950er Jahren die Armut (siehe dort) der Welt kontinuierlich gesunken, auch sank die Anzahl der vom Hunger bedrohten Menschen. Diese Grundidee einer freien Marktwirtschaft ist vielfach aber durch Krisen, Korruption und staatliche Eingriffe in den Staaten beschränkt. Statt Handel zuzulassen verschließen sich viele Gebiete den Vorteilen des freien Handels. Andererseits gehen einige Ökonomen davon aus, dass die dritte Welt nur mit Starthilfe, etwa über Entwicklungshilfe, einen Aufstieg in die erste Welt schaffen könnten. So müssten Infrastrukturen erst aufgebaut, Humankapital erst angesammelt werden.
Heute hat der Globalisierungsgedanke auch Einzug in den Binnenhandel gehalten. Unter dem Eindruck sich verschärfenden Wettbewerbs im Inland und begünstigt durch modernes Verkehrs- und Transportwesen, sicheren Zahlungsverkehr und die weltumspannende Internet-Kommunikation erschließen auch immer mehr inländische Großhandels- und Einzelhandelskonzerne weltweit neue Märkte. Die in den 80er Jahren einsetzende Phase der „Transnationalisierung“ (U.C. Täger) bzw. Internationalisierung (Gründung von Filialen im benachbarten Ausland) ist auch für größere Handelsunternehmen, die traditionell schon weltweit einkaufen, in eine Phase der Globalisierung (mittels Übernahme, Errichtung von Filialen oder Aufbau des neuen Handelssystems in weit entlegenen Staaten) übergegangen.
Über 90 Prozent des allgemeinen Welthandels und mehr als 65 Prozent des Handels mit Erdöl wurden im Jahr 2010 auf dem Seeweg betrieben.